# Pianura Marina
La pianura Marina è una pianura che misura 3 km per 1 km con il suo asse in direzione nord-nordovest, situata tra l'inizio del fiordo Crooked e la baia di Adamson nelle colline Vestfold. Una copertura di massi protegge i sedimenti di diatomee polverosi. Sulla sua superficie si trovano alcuni piccoli laghi e depressioni. La sua altezza varia dal livello del mare a 20 m s.l.m..

## Conservazione
La pianura, situata sulla Penisola Mule e a circa 10 km a sud-est della stazione Davis, è di eccezionale valore scientifico per la sua rilevanza per la documentazione paleoclimatica e paleoecologica dell'Antartide. La fauna fossile di vertebrati rinvenuta nell'area comprende Australodelphis mirus, un delfino del Pliocene che è il primo fossile di cetaceo recuperato dal margine antartico dell'Oceano Antartico successivo alla disgregazione del Gondwana. Nella zona sono stati rinvenuti anche altri cetacei fossili, oltre a pesci, una fauna diversificata di invertebrati che comprende molluschi, gasteropodi, diatomee marine e il primo crostaceo decapode del Pliocene dell'Antartide.
La pianura, per la sua importanza, è protetta dal Trattato Antartico come Area Specialmente Protetta dell'Antartide (codice ASPA 143).